# McClure (Pensilvania)
McClure es un borough ubicado en el condado de Snyder en el estado estadounidense de Pensilvania. En el año 2000 tenía una población de 975 habitantes y una densidad poblacional de 101.7 personas por km².

## Geografía
McClure se encuentra ubicado en las coordenadas 40°42′23″N 77°18′51″O / 40.70639, -77.31417.

## Demografía
Según la Oficina del Censo en 2000 los ingresos medios por hogar en la localidad eran de $30,865 y los ingresos medios por familia eran $37,083. Los hombres tenían unos ingresos medios de $28,698 frente a los $25,739 para las mujeres. La renta per cápita para la localidad era de $15,466. Alrededor del 7.9% de la población estaba por debajo del umbral de pobreza.